# Copa da Gâmbia de Futebol
O Gambian Cup é o principal torneio eliminatório do futebol masculino de Gâmbia.

## Campeões

### Desde a independência
| ano  | campeão          | n°t. |
| ---- | ---------------- | ---- |
| 1966 | Adonis           | 1    |
| 1967 | Adonis           | 2    |
| 1968 | Augustinians     | 1    |
| 1969 | Real Banjul      | 1    |
| 1970 | Real Banjul      | 2    |
| 1971 | Wallidan         | 1    |
| 1972 | Wallidan         | 2    |
| 1973 | Wallidan         | 3    |
| 1974 | Wallidan         | 4    |
| 1975 | Ports Authority  | 1    |
| 1976 | Wallidan         | 5    |
| 1977 | Wallidan         | 6    |
| 1978 | Wallidan         | 7    |
| 1979 | Dingareh         | 1    |
| 1980 | Ports Authority  | 2    |
| 1981 | Wallidan         | 8    |
| 1982 | Starlight Banjul | 1    |
| 1983 | Hawks            | 1    |
| 1984 | Wallidan         | 9    |
| 1985 | Starlight Banjul | 2    |
| 1986 | Wallidan         | 10   |
| 1987 | Wallidan         | 11   |
| 1988 | Wallidan         | 12   |
| 1989 | Não houve        |      |
| 1990 | Não houve        |      |
| 1991 | Não houve        |      |
| 1992 | Wallidan         | 13   |
| 1993 | Wallidan         | 14   |
| 1994 | Wallidan         | 15   |
| 1995 | Mass Sosseh      | 1    |
| 1996 | Hawks            | 2    |
| 1997 | Real Banjul      | 3    |
| 1998 | Wallidan         | 16   |
| 1999 | Wallidan         | 17   |
| 2000 | Steve Biko       | 1    |
| 2001 | Wallidan         | 18   |
| 2002 | Wallidan         | 19   |
| 2003 | Wallidan         | 20   |
| 2004 | Wallidan         | 21   |
| 2005 | Bakau United     | 1    |
| 2006 | Hawks            | 2    |
| 2007 | Ports Authority  | 3    |
| 2008 | Wallidan         | 22   |
| 2009 | Young Africans   | 1    |
| 2010 | GAMTEL           | 1    |
| 2011 | GAMTEL           | 2    |
| 2012 | GAMTEL           | 3    |
| 2013 | GAMTEL           | 4    |
| 2014 | Banjul United    | 1    |
| 2015 | Wallidan         | 23   |
| 2016 | Brikama United   | 1    |
| 2017 | Hawks            | 4    |
| 2018 | Armed Forces     | 1    |

## Performance por clube
| Clube            | Cidade  | Títulos | Anos |
| ---------------- | ------- | ------- | --- |
| Wallidan         | Banjul  | 23      | 1971, 1972, 1973, 1974, 1976, 1977, 1978, 1981, 1984, 1986, 1987, 1988, 1992, 1993, 1994, 1998, 1999, 2001, 2002, 2003, 2004, 2008, 2015. |
| GAMTEL           | Banjul  | 4       | 2010, 2011, 2012, 2013. |
| Hawks            | Banjul  | 4       | 1983, 1996, 2006, 2017. |
| Ports Authority  | Banjul  | 3       | 1975, 1980, 2007. |
| Real Banjul      | Banjul  | 3       | 1969, 1970, 1997. |
| Adonis           |         | 2       | 1966, 1967. |
| Starlight Banjul | Banjul  | 2       | 1982, 1985. |
| Augustinians     |         | 1       | 1968 |
| Bakau United     | Bakau   | 1       | 2005 |
| Banjul United    | Banjul  | 1       | 2014 |
| Dingareh         | Banjul  | 1       | 1979 |
| Mass Sosseh      | Banjul  | 1       | 1995 |
| Steve Biko       | Bakau   | 1       | 2000 |
| Young Africans   | Banjul  | 1       | 2009 |
| Brikama United   | Brikama | 1       | 2016 |
| Armed Forces     | Banjul  | 1       | 2018 |